# إدموند غونتر

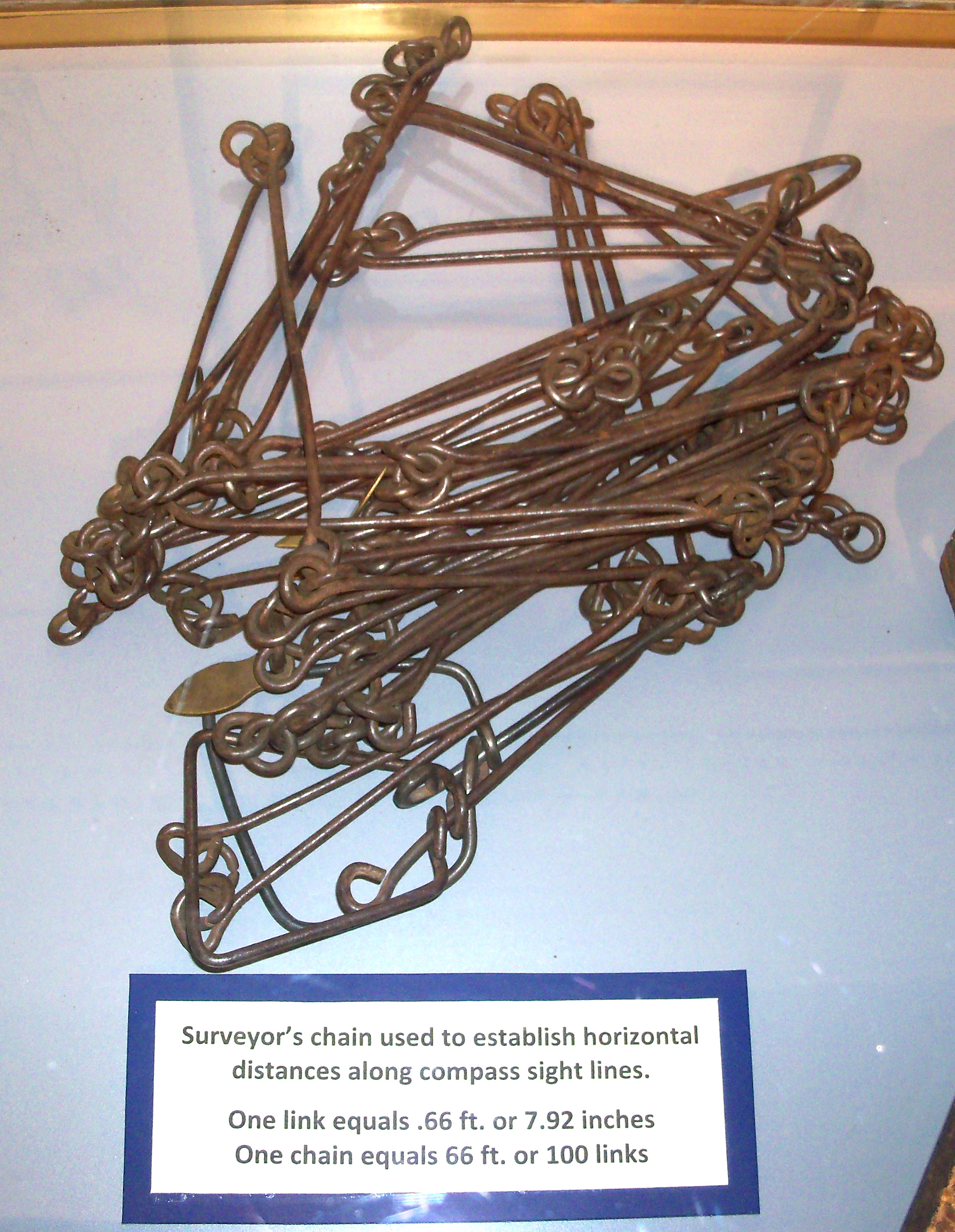

إدموند غونتر (بالإنجليزية: Edmund Gunter) هو رجل دين وعالم رياضيات وهندسة وعالم فلك إنجليزي.
أفضل ما يذكر له من المساهمات في الرياضية تشمل اختراع سلسلة Gunter ، وربع Gunter ، ومقياس Gunter. في عام 1620، اخترع أول جهاز تناظري ناجح  والذي طوره لحساب الظل اللوغاريتمي.
تم إرشاده في الرياضيات من قبل القس هنري بريجز وأصبح في النهاية أستاذ جريشام لعلم الفلك، من عام 1619م حتى وفاته.

## سيرة شخصية
وُلِد غونتر في هيرتفوردشاير عام 1581. وتلقى تعليمه في مدرسة وستمنستر، وفي عام 1599 التحق بجامعة كرايست تشيرش بأكسفورد. تولى الأوامر، وأصبح واعظًا عام 1614، وفي عام 1615 انتقل إلى درجة البكالوريوس في الألوهية. أصبح عميد كنيسة القديس جورج في ساوثوارك.
كانت الرياضيات ، ولا سيما العلاقة بين الرياضيات والعالم الحقيقي، هي المهيمن على الاهتمام طوال حياته. في عام 1619م، وضع السير هنري سافيل الأموال لتمويل أول كليتين علميتين في جامعة أكسفورد، وهما كرسيي علم الفلك والهندسة. تقدم غونتر ليصبح أستاذًا للهندسة ، لكن سافيل اشتهر بعدم ثقته في الأشخاص الأذكياء ، وأزعجه سلوك غونتر بشدة. كما كانت عادته، وصل غونتر مع قطاعه وربعه، وبدأ في توضيح كيف يمكن استخدامها لحساب موقع النجوم أو مسافة الكنائس، حتى لم يعد بإمكان Savile تحملها. "هل تسمي هذه القراءة هندسية؟" انفجر. "هذا مجرد عرض للحيل يا رجل!" ووفقًا لرواية معاصرة ، "رفضه بازدراء".

## وصلات خارجية
- إدموند غونتر على موقع الموسوعة البريطانية (الإنجليزية)